# Emmanuel Rivalan
Emmanuel Rivalan (né en 1969) est un joueur de Scrabble licencié au club de Rouen en France. Il est parmi les sept joueurs ayant remporté le Championnat du monde individuel deux fois. Emmanuel Rivalan joue chez lui dès l'âge de douze ans. Dès 1984, il commence à jouer en club. Aux championnats du monde, il finit 4e en 1990, 3e en 1991, 2e en 1992 et remporte le titre en 1993. Il regagne le titre en 1999 quelques mois après le titre de champion de France. En 2001, il est à nouveau 2e au championnat du monde à La Rochelle. En août 2008, il est classé 5e en France.
La rédaction officielle de la Fédération française de Scrabble le choisit comme le deuxième meilleur joueur des années 1995 à 2004.
Diplômé en droit, Emmanuel Rivalan habite Houppeville en Seine-Maritime et exerce la profession de responsable de département dans une mutuelle d'assurances.
Il est fan du Football Club de Rouen 1899.
Après avoir participé au jeu télé Motus avec sa femme et à Des chiffres et des lettres dans les années 90, il décide de participer à Harry en 2014, suivie de Slam en 2018 où il gagne la somme de 2 500€, puis il est rappelé pour participer au Grand Slam diffusé sur France 3. En 7 participations, il gagne 25 000 €. Après sa défaite, la production le rappelle pour participer au Trophée des Champions de l'émission. Il arrive à atteindre la demi-finale, où il affronte les plus grands champions de Slam : Francis et Olivier. Enfin, il participe avec sa fille Alice au jeu un mot peut en cacher un autre en avril 2021 remportant 7300 € en seulement quatre émissions. Le duo reste invaincu puisqu'ils ont enregistré les dernières émissions du jeu, avant sa sortie de la grille des programmes.
Il se classe 2e au championnat de France 2025.

## Palmarès
- Champion du monde (1993, 1999)[1]
- Champion de France (1999)
- Champion de France de blitz (1995)
- Vainqueur du Festival d'Aix-les-Bains (1989, 1994)
- Vainqueur du Festival de Cannes (1992, 1997)
- Vainqueur du Festival de Belgique (1997)
- Vainqueur de l'International de France en parties originales (1994)